# 棕枝主日

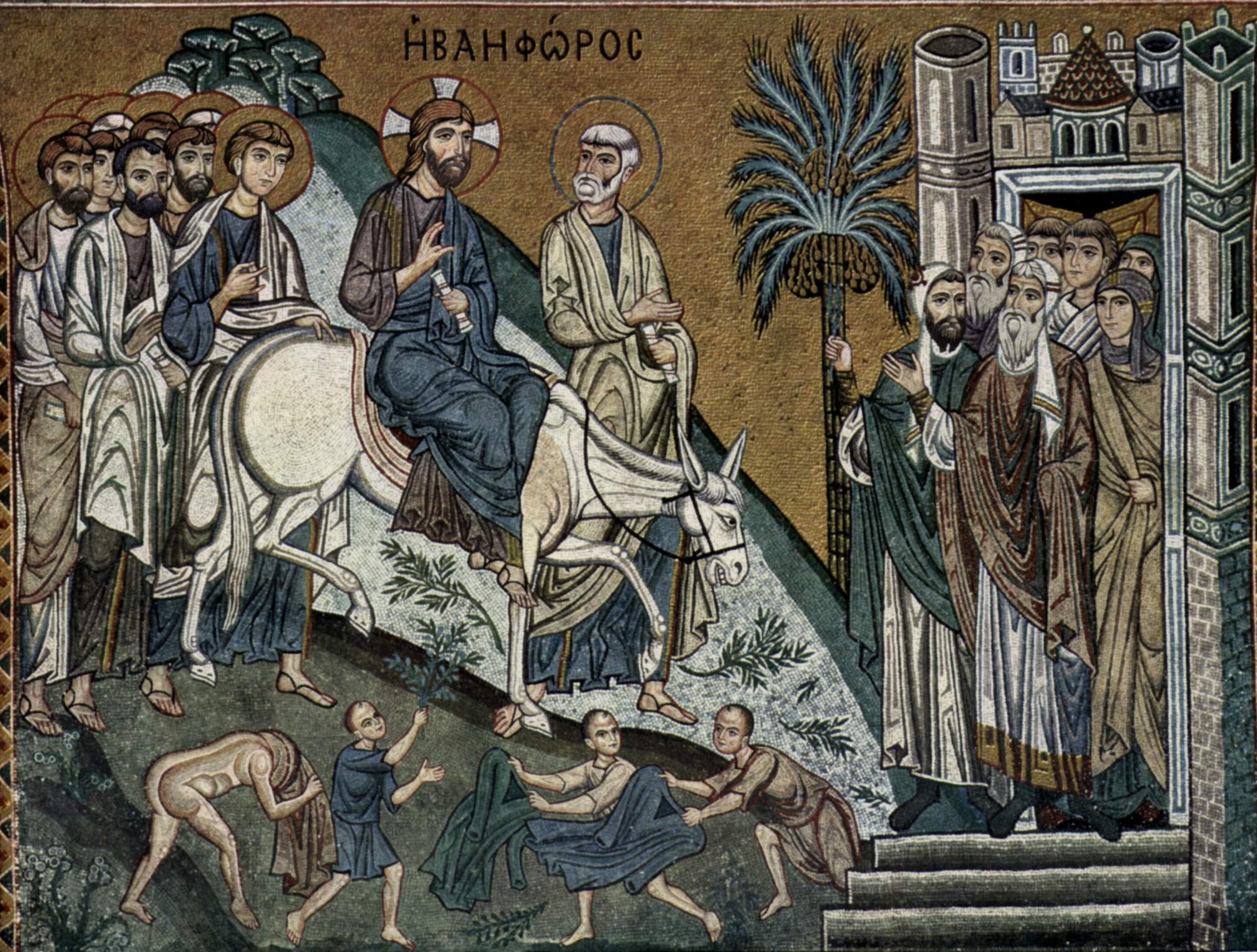
巴勒莫教堂內描述主耶穌基督進入耶京的馬賽克

棕枝主日（英語：Palm Sunday），天主教會称聖枝主日，亦称棕树主日或基督苦難主日（因主耶穌基督在本週被出賣、審判，最後被處十字架死刑），東正教會称柳绒节，是主复活日前的主日，标志着圣週的开始，为天主教會、東正教會、聖公宗、信義宗等各派庆祝的节日。
据《福音书》记载，主耶稣基督于此日骑驴入耶路撒冷，受到民众手持棕櫚树枝、欢呼和散那，如迎君王般的礼遇。因此，各派教会对此日的庆祝，往往以主耶稣基督的荣耀为主题，多以棕枝装饰教堂（在臺灣有時以蘇鐵樹枝代替）。